# スコットランド英語
スコットランド英語（スコットランドえいご、Scottish English）は、スコットランドで一般的に使われている英語の方言（英語スコットランド方言）である。

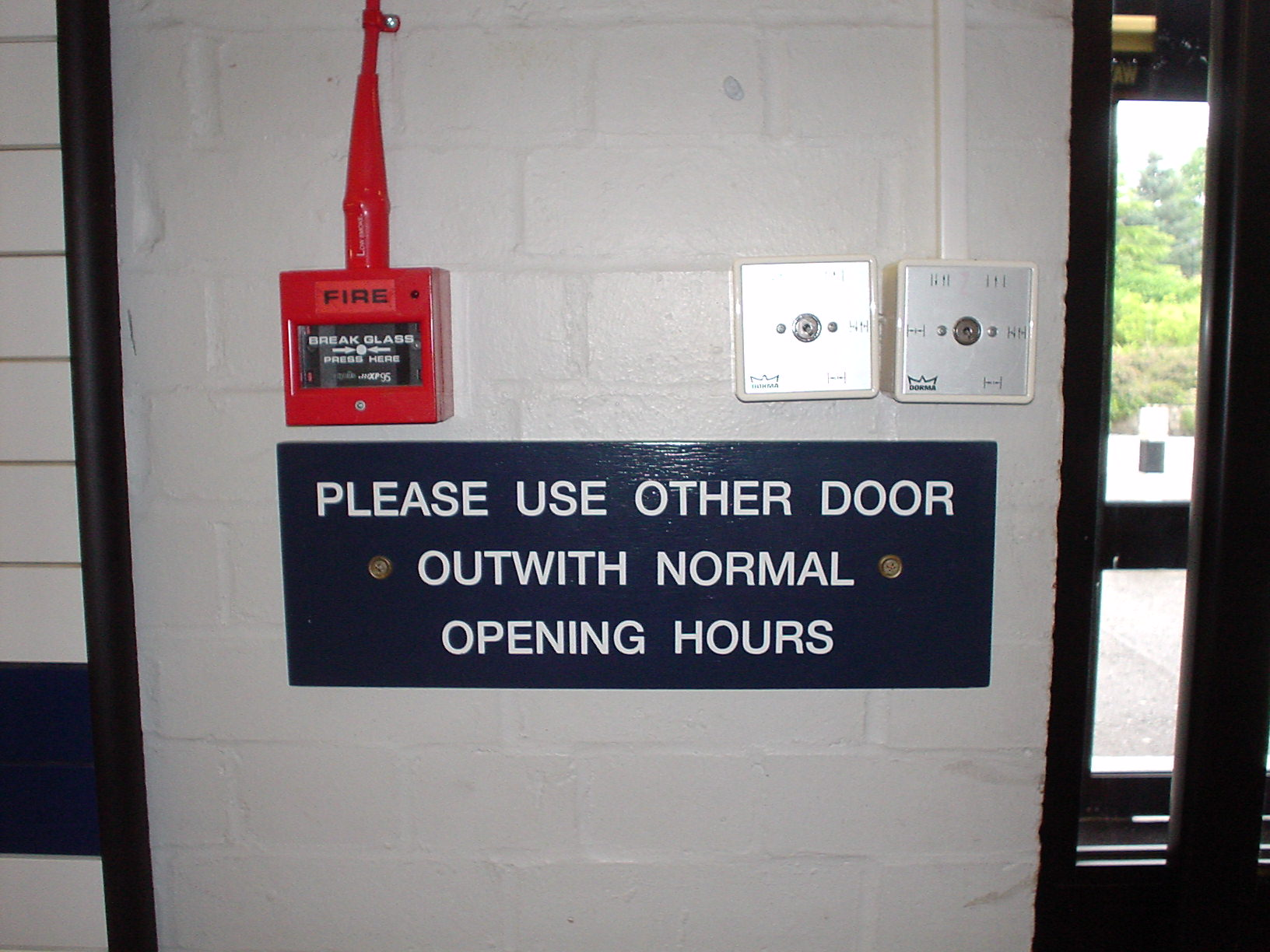
"outwith"（スコットランド英語の例）

## 概要
スコットランドにおいては、公的な場における口頭言語および書記言語として一般的に使用されており、英語の標準語的な存在としても位置づけられているため、スコットランド標準英語（Scottish Standard English）とも呼ばれる。
同じゲルマン語系のスコットランド語の影響を強く受け、境界もあいまいなことから、スコットランド語もスコットランド英語に含まれると考える者もいる。またハイランドでは、別のグループのケルト語派に属するスコットランド・ゲール語の影響も受けている。そのような理由もあって、スコットランドの英語は他の英語圏の人でも理解しにくいことがよくある。

## 特徴
音韻や文法でいくつかの特徴的な違いがあるが、中流階級以上の特に公的な場での用法では他の英語と文法的な差はあまりない。日常語で「住む」（live）は"stay"、「外側」（outside）は"outwith"といった独自の表現をし、これらは書き言葉でも普通に使われる事が多い。
アクセントの特徴として、容認発音などのイングランドにおける英語では発音しない母音の後の「r」を巻き舌の震えを伴って発音すること（例：car（カール）、beer（ビール））や、母音の「エイ」を「イー」と発音すること（例：Monday（マンディー）、Station（スティーション）、Wake-up（ウィーカップ））などがあげられる。